# Leopold Berchtold
Leopold Graf Berchtold (vollständiger Name Graf Leopold Anton Johann Sigismund Josef Korsinus Ferdinand Berchtold von und zu Ungarschitz, Fratting, und Pullitz; ungarisch Gróf Berchtold Lipót; * 18. April 1863 in Wien; † 21. November 1942 in Peresznye, Komitat Ödenburg) war ein österreichisch-ungarischer Diplomat und Politiker. Er spielte eine wichtige Rolle in der Julikrise, die zum Ersten Weltkrieg führte.

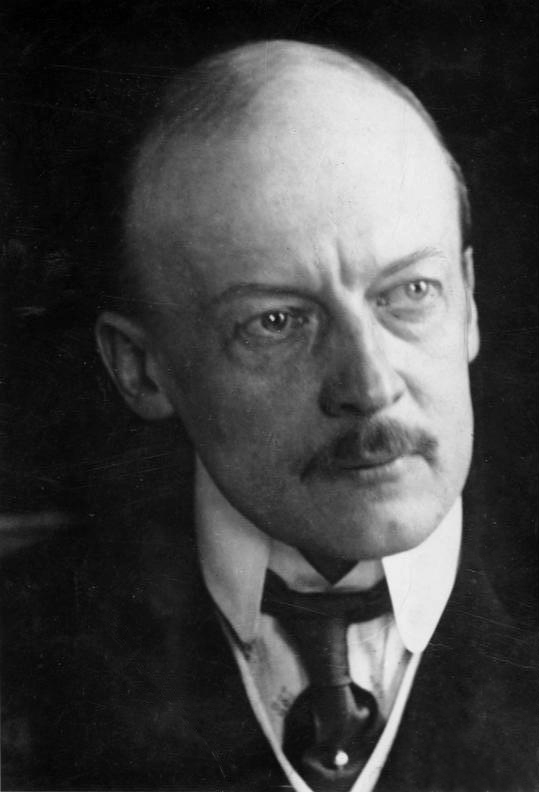
Leopold Graf Berchtold

## Leben

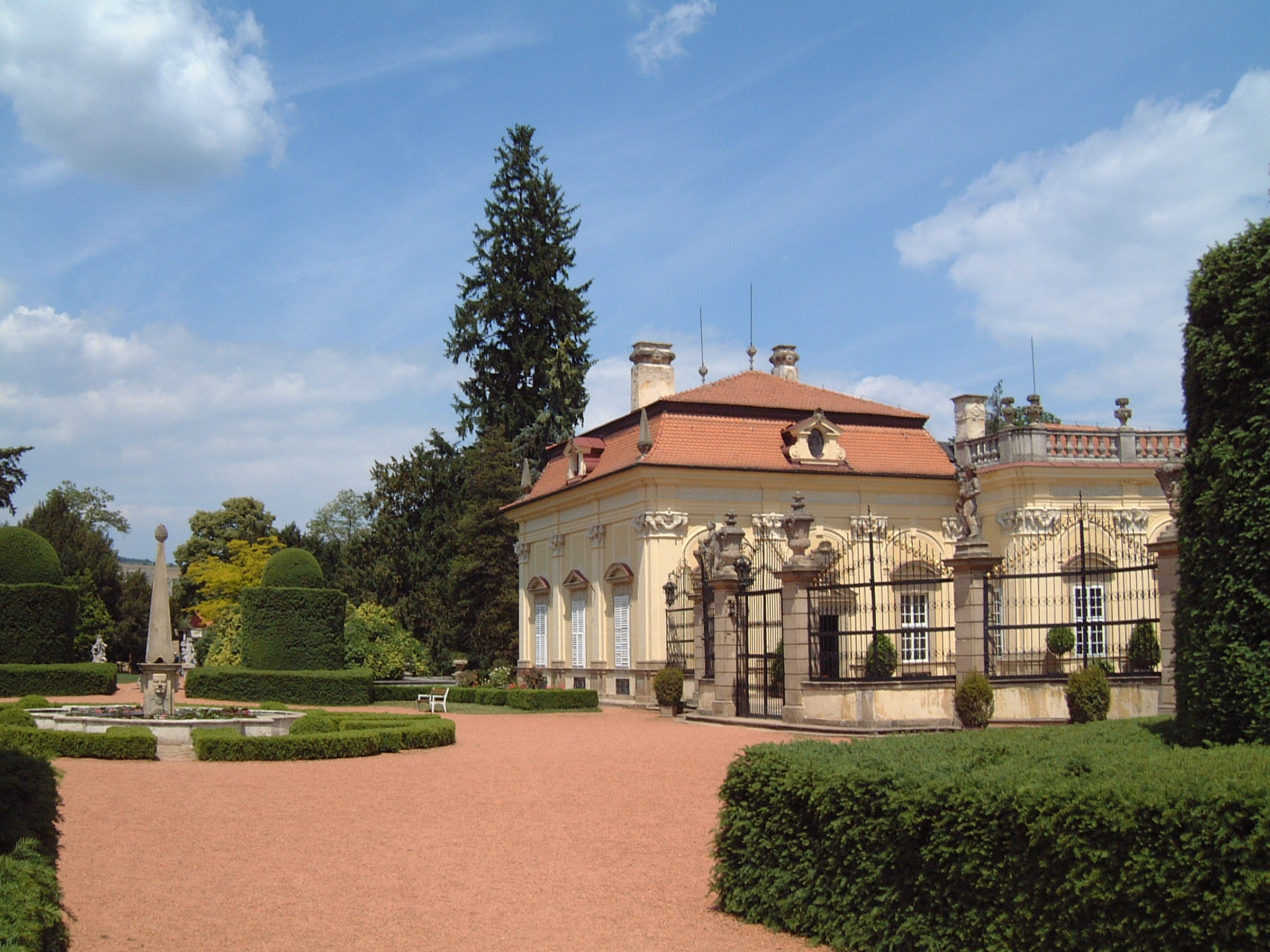
Schloss Buchlau

Berchtold mit Frau und Söhnen auf Schloss Buchlau (1906)

Die Familie der Grafen Berchtold stammte ursprünglich aus Tirol und besaß ausgedehnte Ländereien in Mähren. Leopold war der Sohn von Graf Sigmund von Berchtold (1834–1900) und dessen Frau geborene Gräfin Trauttmansdorff. Er wuchs auf Schloss Buchlau in Mähren auf. Dort lernte er auch die tschechische, slowakische und ungarische Sprache.
Nach der Ablegung des Staatsexamens trat er 1887 bei der Statthalterei in Brünn in den Staatsdienst ein. 1894 legte Berchtold die Diplomatenprüfung ab und wurde als Legationssekretär der Botschaft Paris zugeteilt. Er heiratete Gräfin Ferdinandine Károlyi, Erbin großer Besitztümer in der heutigen Slowakei, und bekam mit ihr drei Söhne, von denen zwei schon als Kinder starben. 1897 ging er als erster Sekretär an die Botschaft nach London und 1903 als Botschaftsrat nach Sankt Petersburg. Dort erlebte er im September 1905 die russische Niederlage im Krieg gegen Japan.
Berchtold war vom 28. Dezember 1906 bis zum 25. März 1911 österreichischer Botschafter in Sankt Petersburg. 1908 initiierte er eine Zusammenkunft von Außenminister Alois Lexa von Aehrenthal mit dessen russischem Amtskollegen Iswolski in seinem Schloss Buchlau, wo beide Reiche am 16. September im Vorfeld der Bosnischen Annexionskrise das Abkommen von Buchlau vereinbarten, nach dem die Donaumonarchie Bosnien-Herzegowina behalten und das Russische Kaiserreich die freie Durchfahrt durch die Dardanellen gewinnen sollte.
Am 17. Februar 1912 wurde Berchtold vom Kaiser und König zum Minister des kaiserlichen und königlichen Hauses und des Äußern und damit zum Vorsitzenden des gemeinsamen Ministerrates ernannt. Er trat sein Amt an, nachdem die Politik seines Vorgängers Aehrenthal Österreich in eine internationale Isolation geführt und vor allem das Verhältnis zu Russland verschlechtert hatte.
Berchtold verfolgte diesen Kurs weiter. Als Vertreter einer anti-serbischen Politik initiierte er die Gründung von Albanien, um Serbien vom Mittelmeer fernzuhalten. Nach der Ermordung des österreichisch-ungarischen Thronfolgers Erzherzog Franz Ferdinand am 28. Juni 1914 im Attentat von Sarajevo formulierte und vertrat er am 23. Juli 1914 das Ultimatum an Serbien, dessen Ablehnung letztlich den Ersten Weltkrieg einleitete.
Nach seinem Rücktritt als Außenminister zum 13. Jänner 1915, zu dem ihm Franz Joseph I. die Brillanten zum Großkreuz des St.-Stephans-Ordens verlieh, wurde Berchtold Berater des Thronfolgers und späteren Kaisers und Königs Karl I. Er diente ihm von Mai bis November 1918 als (letzter) Obersthofmeister.
Anfang November 1918 begleitete er einen Transport von habsburgischen Juwelen aus der Schatzkammer in der Wiener Hofburg in die Schweiz, um ihre weitere Disposition durch Karl I. zu ermöglichen. Berchtold blieb zunächst in der Schweiz und seit 1923 zurückgezogen vorwiegend in Ungarn. Er starb 1942 auf seinem Gut im ungarischen Peresznye bei Güns.

## Politische Krisen

### Balkankriege 1912/1913
Während des Ersten Balkankrieges (im Oktober 1912) strebte Berchtold, neben minimalen Grenzberichtigungen, einen engen wirtschaftlichen Anschluss Serbiens an die Monarchie an. Einen serbischen Adriazugang lehnte der Außenminister ab. Daher erschuf er ein autonomes Albanien und wollte die wirtschaftlichen Interessen der Monarchie auf dem Balkan, durch den Bau einer Bahn nach dem in einen Freihafen umgewandelten Saloniki, sichern. Seine Zollunionspläne mit Serbien und Montenegro verfolgten den Zweck, diese Staaten durch eine wirtschaftliche Angliederung politisch auszuschalten.
Bereits in der Bosnischen Annexionskrise, noch stärker aber während der Balkankriege, tauchten Pläne auf, die südslawische Frage durch Annexion Serbiens zu lösen. Auch Berchtold war schon beim Gemeinsamen Ministerrat am 2. Mai 1913, während der Skutari-Krise, für die Angliederung Serbiens als gleichberechtigter Teil der Monarchie.

Berchtold enthüllte das politische Programm der Monarchie nach den Balkankriegen in einer noch vor dem Attentat von Sarajevo konzipierten Denkschrift vom 1. Juli 1914: 

„Das durch die Expansion Serbiens und die hegemoniale Stellung Rumäniens gestörte Gleichgewicht der Balkanstaaten und der tief herabgesunkene Einfluss Österreich-Ungarns sollten durch eine neue politische Offensive wiederhergestellt und damit die gefährlichen Umtriebe der großserbischen und großrumänischen Irredenta, die einen so mächtigen Antrieb empfangen hatte, zurückgedrängt werden.“

### Julikrise 1914

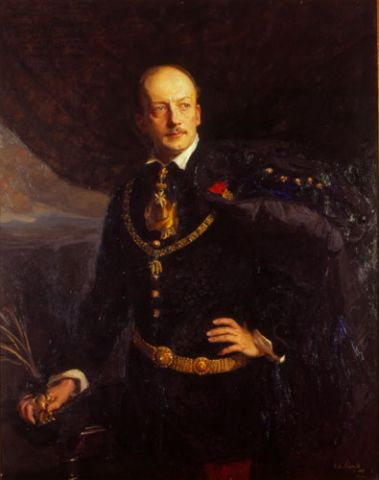
Philip Alexius de László: Graf Leopold Berchtold, Öl auf Leinwand, 1906

Nach dem Attentat von Sarajevo übernahm der vorher ablehnende Berchtold selbst die Führung der Kriegspartei. Franz Conrad von Hötzendorf wollte auf die Nachricht vom Attentat sofort mit dem Angriff auf Serbien beginnen, aber Berchtold und Kaiser Franz Joseph hielten eine Untersuchung und eine diplomatische Vorbereitung für notwendig. Beim Ministerrat für gemeinsame Angelegenheiten vom 7. Juli 1914 forderte Berchtold, „Serbien durch eine Kraftäußerung für immer unschädlich zu machen“.
Es war Berchtolds Taktik in der Julikrise, so zu tun, als habe man kein Interesse an der Annexion Serbiens. Österreichisch-ungarische Diplomaten in Sankt Petersburg und London betonten wiederholt, die Monarchie habe keine Eroberungsabsichten in Serbien. Berchtold ließ dem russischen Außenminister Sasonow mitteilen:

„dass wir bei unserer Aktion gegen Serbien keinerlei territorialen Erwerb beabsichtigen und auch die selbständige Existenz des Königreiches ganz und gar nicht vernichten wollen. […] Die Monarchie ist territorial saturiert und trägt nach serbischem Besitz kein Verlangen. Wenn der Kampf mit Serbien uns aufgezwungen wird, so wird dies für uns kein Kampf um territorialen Gewinn, sondern lediglich ein Mittel der Selbstverteidigung und Selbsterhaltung sein.“

Am 29. Juli hingegen wurde diese Botschaft vermieden: eine Regierung könne nicht voraussehen, ließ man in London wissen, was sie nach einem siegreichen Krieg tun würde. Es sei aber natürlich, dass „alle auf unser Desinteressement bezüglichen Erklärungen nur für den Fall gelten, dass der Krieg zwischen uns und Serbien lokalisiert bleibe“.
Der Gefahr, die durch ein Eingreifen Russlands drohte, war man sich bei den Entscheidungsträgern sehr wohl bewusst, aber man konnte und wollte den dringenden Wunsch, gegen Serbien loszuschlagen, offenbar nicht mehr unterdrücken. Berchtold schrieb noch während der Julikrise, am 25. Juli:

„In dem Augenblicke, wo wir uns zu einem ernsten Vorgehen gegen Serbien entschlossen haben, sind wir uns natürlich auch der Möglichkeit eines sich aus der serbischen Differenz entwickelnden Zusammenstoßes mit Russland bewusst gewesen. […] Wir konnten uns aber durch diese Eventualität nicht in unserer Stellungnahme gegenüber Serbien beirren lassen, weil grundlegende staatspolitische Considerationen uns vor die Notwendigkeit stellten, der Situation ein Ende zu machen, dass ein russischer Freibrief Serbien die dauernde, ungestrafte Bedrohung der Monarchie ermögliche.“

Die Verantwortung für diese fatalen Entscheidungen Österreich-Ungarns lag bei Kaiser und König Franz Joseph und seinen Ratgebern: Berchtold, den beiden Ministerpräsidenten Karl Stürgkh und Stephan Tisza sowie Generalstabschef Conrad. Das österreichische Parlament war im März 1914 vom Kaiser und Stürgkh vertagt worden und wurde nicht gefragt.

### Italienische Forderungen
Berchtold unterließ es absichtlich, die (offiziell) Verbündeten Italien und Rumänien von der beabsichtigten Aktion gegen Serbien zu unterrichten, da er voraussah, dass diese ihre Zustimmung nur gegen Kompensationen geben würden.
Der italienische Botschafter in Wien erklärte Berchtold am 19. Dezember 1914, Italien verlange Kompensationen auch bei „partialer, permanenter oder temporärer … territorialer Besetzung“, aber auch wenn die Monarchie „Vorteile nicht territorialer Natur, ja selbst bloß politische Einflussnahme oder wirtschaftliche Privilegien“ erlange. Durch die Botschafter in Rom, Bernhard von Bülow und Karl Macchio, gedrängt, gab Berchtold nach und schlug am 9. Januar 1915 Franz Joseph vor, das Trentino abzutreten. Der Kaiser und der ungarische Ministerpräsident Stephan Tisza wollten aber davon nichts wissen. Auf Betreiben des mächtigen Tisza wurde Berchtold am 13. Januar 1915 vom Kaiser als Außenminister durch den Ungarn Stephan Burián ersetzt.

## Rezeption

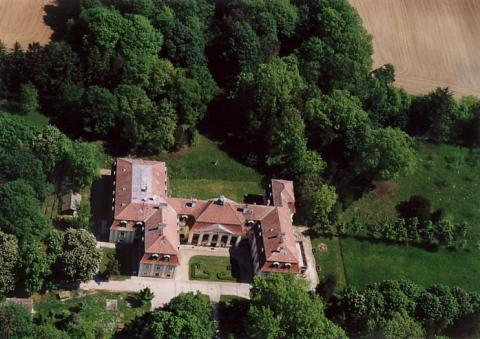
Auf seinem Gut Peresznye verbrachte Berchtold seine letzten Lebensjahre

Von Zeitgenossen wurde Berchtold als liebenswürdiger, feinsinniger, taktvoller und gebildeter Grandseigneur geschildert, bescheiden, selbstironisch aber auch unsicher und weltfremd. Jagd, Pferdesport, Frauen und Freunde standen oft im Vordergrund, der politischen Wirklichkeit blieb er fern. Eine echte Auseinandersetzung mit den Bedürfnissen und Ideen der Völker des Reiches war ihm nicht möglich.
Zu seiner Zeit als Karls Obersthofmeister hatte der Kaiser den neuen Minister Josef Redlich in Privataudienz empfangen und ihm gesagt: „… er hätte den Krieg nie erklärt; aber er sei damals nur ein kleiner Offizier gewesen …“ Der „wohl Hauptverantwortliche“ – Berchtold – stand unterdessen als Oberstkämmerer im Vorzimmer, bemerkt dazu Anton Mayr-Harting.